# Bathycolpodes semigrisea
Bathycolpodes semigrisea är en fjärilsart som beskrevs av W. Warren 1897. Bathycolpodes semigrisea ingår i släktet Bathycolpodes och familjen mätare. Inga underarter finns listade i Catalogue of Life.